# Sociedad Deportiva Villa Sanjurjo
Maillots
La Sociedad Deportiva de Villa Sanjurjo (en arabe : جمعية فيلا سانجورجو الرياضية), plus couramment abrégé en SD Villa Sanjurjo, est un ancien club marocain de football fondé en 1930 et disparu en 1956 (après l'indépendance du pays), et basé dans la ville d'Al Hoceima.

## Histoire
Le club est basé dans la ville de Villa Sanjurjo (actuellement Al Hoceima) au nord du Maroc à l'époque du protectorat espagnol dans cette région.

## Galerie

Carte du protectorat espagnol au nord du Maroc
Drapeau du Maroc espagnol
Logos du club
Logo du club du 1930 à 1944
Logo du club du 1944 à 1950